# Pigpile
Pigpile es un álbum en vivo de un concierto de Big Black en el Hammersmith Clarendon de Londres, el 24 de julio de 1987. El álbum fue lanzado el 5 de octubre de 1992. Es de la gira final de la banda, antes de su separación.

## Lista de canciones
1. "Fists of Love" - 4:14
2. "L Dopa" - 1:49
3. "Passing Complexion" - 3:06
4. "Dead Billy" - 5:12
5. "Cables" - 3:18
6. "Bad Penny" - 3:03
7. "Pavement Saw" - 2:56
8. "Kerosene" - 6:38
9. "Steelworker" - 4:52
10. "Pigeon Kill" - 2:24
11. "Fish Fry" - 1:55
12. "Jordan, Minnesota" - 7:05

## Créditos
- Cheryl Graham - arte del álbum
- Steve Albini - voz, guitarra
- Santiago Durango - guitarra, segunda voz/coros
- Dave Riley - bajo, segunda voz/coros
- Roland - batería (caja de ritmos)